# Лозинский, Михаил Михайлович
Михаил Михайлович Лозинский (укр. Миха́йло Миха́йлович Лози́нський; псевдонимы — М. Закордонний, М. Михайленко; 30 июля 1880 — 3 ноября 1937) — украинский государственный и политический деятель, публицист.

## Биография
В 1893—1899 годах учился в Станиславской бурсе. В 1900 году получил аттестат зрелости в Львовской гимназии. Изучал право во Львове, Вене и Цюрихе. В 1914 году защитил кандидатскую диссертацию по праву в Вене.
В Вене встретил свою будущую жену Марию Рафаиловну Таратуту, студентку медицинского университета и сестру революционера-большевика Виктора Таратуты, а женился на ней в 1902 году в Цюрихе. Вскоре стал известен в международном социалистическом движении как сторонник анархо-коммунизма школы Бакунина-Кропоткина, однако с ярким украинским национальным окрасом.
Печататься начал в 1897 году в социал-демократической прессе в Швейцарии. С 1903 года работал юристом и журналистом во Львове, сотрудничал в ряде изданий — «Гражданский голос», «Дело» (Львов), «Рада» (Киев). В 1907—1914 годах жил и работал в России (Киев, Харьков, Одесса, Варшава, Вильно, Москва, Санкт-Петербург). В годы Первой мировой войны принимал участие в деятельности Союза Освобождения Украины.
Член Национальной рады ЗУНР, участвовал в составе украинской делегации в Парижской мирной конференции. С марта 1919 года — заместитель государственного секретаря иностранных дел правительства ЗУНР. Также возглавлял делегацию ЗУНР на переговорах с Польшей.
В эмиграции в Чехословакии, в 1921—1927 годах — профессор международного права и истории украинской политической мысли Украинского свободного университета (Прага).
Переехал в СССР в 1927 году, преподавал в Харьковском Институте народного хозяйства и Институте марксизма, в 1928—1930 годах заведующий кафедрой права Института народного хозяйства. Сотрудничал с журналом «Червоний шлях». Пропагандировал идею воссоединения Галиции с Советской Украиной.
Арестован 21 марта 1930 года по делу «Украинской военной организации». Судебной тройкой при Коллегии ГПУ УССР 23 сентября 1933 года осуждён по ст. ст. 54-4-6 УК УССР на 10 лет ИТЛ. Отбывал наказание в Кеми и на Соловках, содержался в специзоляторе Савватьево. Особой тройкой УНКВД Ленинградской области 9 октября 1937 года приговорён к высшей мере наказания. Расстрелян в Карельской АССР (Сандармох) 3 ноября 1937 года.
В 1957 году реабилитирован за отсутствием состава преступления.

## Семья
Жена — Мария Рафаиловна. Сыновья Рафаил, Николай, Василий, дочь Наталья.
Вся семья была репрессирована в 1937 году, сыновья расстреляны в Харькове, дочь получила 10 лет ИТЛ.

## Сочинения
- Тарас Шевченко. Єго житіє і значінє. — Львів: наклад «Громадського голосу», 1901.
- Михайло Павлик // Ювілей 30-літньої діяльностi Михаила Павлика (1874—1904). З портретами ювіляря та його ріднi. — Львів, 1905.
- Гайдамаччина. Із історії народних рухів. — Львів: наклад Вячеслава Будзиновського, 1906.
- Життєпис Драгоманова. — Вінніпег, 1907.
- Польський і руський революційний дух і Україна. — Киев, 1907 (2-е издание — Львів, 1908).
- Антін Менгер і його соціально-політичні твори. — Львів: наклад М. Петрицького, 1907.
- Народна политика: остання праця Антона Менгера // ЛНВ. 1907 — Т. 1.
- Два iнтернаціональнi робітницькi конгреси // ЛНВ. 1907 — Т. 10.
- Люди. Біографічно-літературні нариси: Драгоманов, Франко, Павлик, Сембратович, Бернзон, Реклі, Крапоткін, Толстой, Тургенєв, Гарібальді. — Львів: накл. авт., 1909.
- Українство і москвофільство серед українського народу в Галичині. Львів, 1909 (переиздание — Українство i москвофільство серед українсько-руского народу в Галичинi. — Стрий, 1994. — 93 с.).
- Духовенство і національна культура. — Львів, 1912.
- Поділ Галичини. — Львів, 1913.
- Національне питаннє в Росії й війна. [S.l.], 1914. (под именем М. Михайленко)
- Утворенне українського коронного краю в Австрії. — [S.l.], 1915. — 75 с. (немецкая версия — Die Schaffung einer ukrainischen Provinz in Österreich. Berlin: С. Kroll, 1915).
- Die russische Propaganda und ihre polnischen Gönner in Galizien // Dokumente des polnischen Russophilismus. — Berlin, 1915.
- Wie die Polen die Freiheit Anderer verstehen. — Berlin: С. Kroll, 1915.
- Українське національне питаннє у творах М. Драгоманова. — Відень, 1915.
- Українська Галичина — окремий коронний край. — Львів, 1915.
- Wie die Polen ihre Freiheit verstehen. S.l., [1916]. (французская версия — Comment les Polonais comprement leur liberté. Lausanne, 1916).
- Галичина в життю України. — Відень: Накладом Союзу визволення України, 1916.
- Війна i польска політична думка. — Львів, 1916.
- Михайло Павлик: Його життя і діяльність. — Відень: Накладом Союзу визволення України, 1917.
- Les «droit» de la Pologne sur la Galicie: Exposé des faits hist. sur lesquels les Polonais basent leurs prétentions sur la Galicie. — Lausanne: Bureau ukr., 1917.
- Notes sur les relations ukraino-polonaises en Galicie pendant les 25 dernieres annees: (1895—1919). — Paris: Bureau ukrainien de presse, 1919.
- L’Ukraine Occidentale (Galicie): l’invasion polonaise en Ukraine Occidentale est un crime contre le droit. — Paris: Bureau ukrainien de presse, 1919.
- Décisions du Conseil suprême sur la Galicie Orientale: les plus importants documents / avec introd. par Michel Lozynsky. — Paris: Bureau ukrainien, 1919.
- Галичина на Мировій конференції в Парижі. — Кам’янець-Подільський, 1919.
- Галичина в рр. 1918—1920. — Прага, 1922 (переиздание — Нью-Йорк: Червона Калина, 1970).
- З новим роком 1924: Теперішній стан будови Української Держави і задачі західно-українських земель. — Женева, 1924.
- Уваги про українську державність. — Відень, 1925.
- Моє співробітництво з президентом Петрушевичем. — Львів: Накл. «Нового Часу», 1925.
- Чергові полонізаційні акти польського уряду // Вісті. — 1927, 4 листопада.
- Обопільні стосунки між Великою Україною і Галичиною в історії розвитку української політичної думки XIX і XX ст. // Україна. — 1928. — № 2.
- В десятиріччя галицької революції // Червоне право. — 1928. — № 11.
- Річниця уярмлення Галичини // Червоний шлях. 1928. — № 3.
- Польща, УРСР і західноукраїнські землі // Пролетарська правда. — 1928, 30 вересня.
- З польсько-радянських відносин. Дев’яті роковини Радянської Галичини // Червоний шлях. — 1929. — № 8-9.